# Золотухин, Иван Васильевич (учёный)
Золотухин Иван Васильевич (16 ноября 1928 года — 27 ноября 2011 года) — советский и российский физик, доктор технических наук, профессор кафедры физики твёрдого тела Воронежского государственного технического университета, Заслуженный деятель науки Российской Федерации, специалист по физике аморфных материалов и углеродных материалов. Основные работы посвящены релаксационным процессам в аморфных металлических стёклах, исследованиям магнитомягких композитов и углеродных нанотрубок.

## Биография
Защитил кандидатскую диссертацию в 1964 году и докторскую — в 1974 году.
Золотухин до конца своих дней работал в Воронежском государственном техническом университете, преподавал, был научным руководителем кандидатских диссертаций, вёл активную профессиональную научно-образовательную деятельность. В разные годы работы в ВГТУ занимал должности проректора по учебной работе и заведующего кафедрой физики твёрдого тела.

## Вклад в науку
Специалист в области аморфного состояния металлов и физики твёрдого тела.
Область научных интересов: физика неупорядоченных конденсированных сред, получение и изучение физических свойств нанокристаллических сплавов, фрактальных структур и фуллеренов. Автор нескольких монографий и более 230 статей.